# كارول غاريسون
كارول غاريسون (بالإنجليزية: Carol Garrison) هي ممرضة أمريكية، ولدت في 1952.